# Kokořín
Kokořín je obec v okrese Mělník ve Středočeském kraji. Rozkládá se asi dvanáct kilometrů severovýchodně od Mělníka. Obec se nachází v Chráněné krajinné oblasti Kokořínsko – Máchův kraj. Žije zde 399 obyvatel. 

## Historie
První písemná zmínka o obci pochází z roku 1320.

## Přírodní poměry
Vesnice stojí v chráněné krajinné oblasti Kokořínsko – Máchův kraj. Do východní části katastrálního území Kokořín zasahuje přírodní rezervace Kokořínský důl.

## Obyvatelstvo
| Rok            | 1869  | 1880  | 1890  | 1900  | 1910  | 1921  | 1930 | 1950 | 1961 | 1970 | 1980 | 1991 | 2001 | 2011 | 2021 |
| -------------- | ----- | ----- | ----- | ----- | ----- | ----- | ---- | ---- | ---- | ---- | ---- | ---- | ---- | ---- | ---- |
| Počet obyvatel | 1 340 | 1 240 | 1 162 | 1 164 | 1 063 | 1 033 | 989  | 702  | 561  | 452  | 362  | 366  | 365  | 351  | 380  |
| Počet domů     | 214   | 218   | 222   | 229   | 211   | 212   | 224  | 244  | 182  | 160  | 125  | 231  | 227  | 246  | 247  |

## Obecní správa

### Územněsprávní začlenění
Dějiny územněsprávního začleňování zahrnují období od roku 1850 do současnosti. V chronologickém přehledu je uvedena územně administrativní příslušnost obce v roce, kdy ke změně došlo:
- 1850 země česká, kraj Praha, politický i soudní okres Mělník[6]
- 1855 země česká, kraj Praha, soudní okres Mělník
- 1868 země česká, kraj Praha, politický i soudní okres Mělník
- 1939 země česká, Oberlandrat Mělník, politický i soudní okres Mělník[7]
- 1942 země česká, Oberlandrat Praha, politický i soudní okres Mělník[8]
- 1945 země česká, správní i soudní okres Mělník[9]
- 1949 Pražský kraj, okres Mělník[10]
- 1960 Středočeský kraj, okres Mělník
- 2003 Středočeský kraj, okres Mělník, obec s rozšířenou působností Mělník

### Části obce
- Kokořín
- Kokořínský Důl
- Březinka
- Janova Ves
- Šemanovice
- Truskavna

Od 1. ledna 1980 do 23. listopadu 1990 k obci patřily i Jestřebice, Klučno, Střezivojice a Vlkov.

### Obecní symboly
Znak a vlajka byly obci uděleny rozhodnutím předsedy Poslanecké sněmovny Parlamentu České republiky dne 4. června 1998.

## Společnost

### Rok 1932

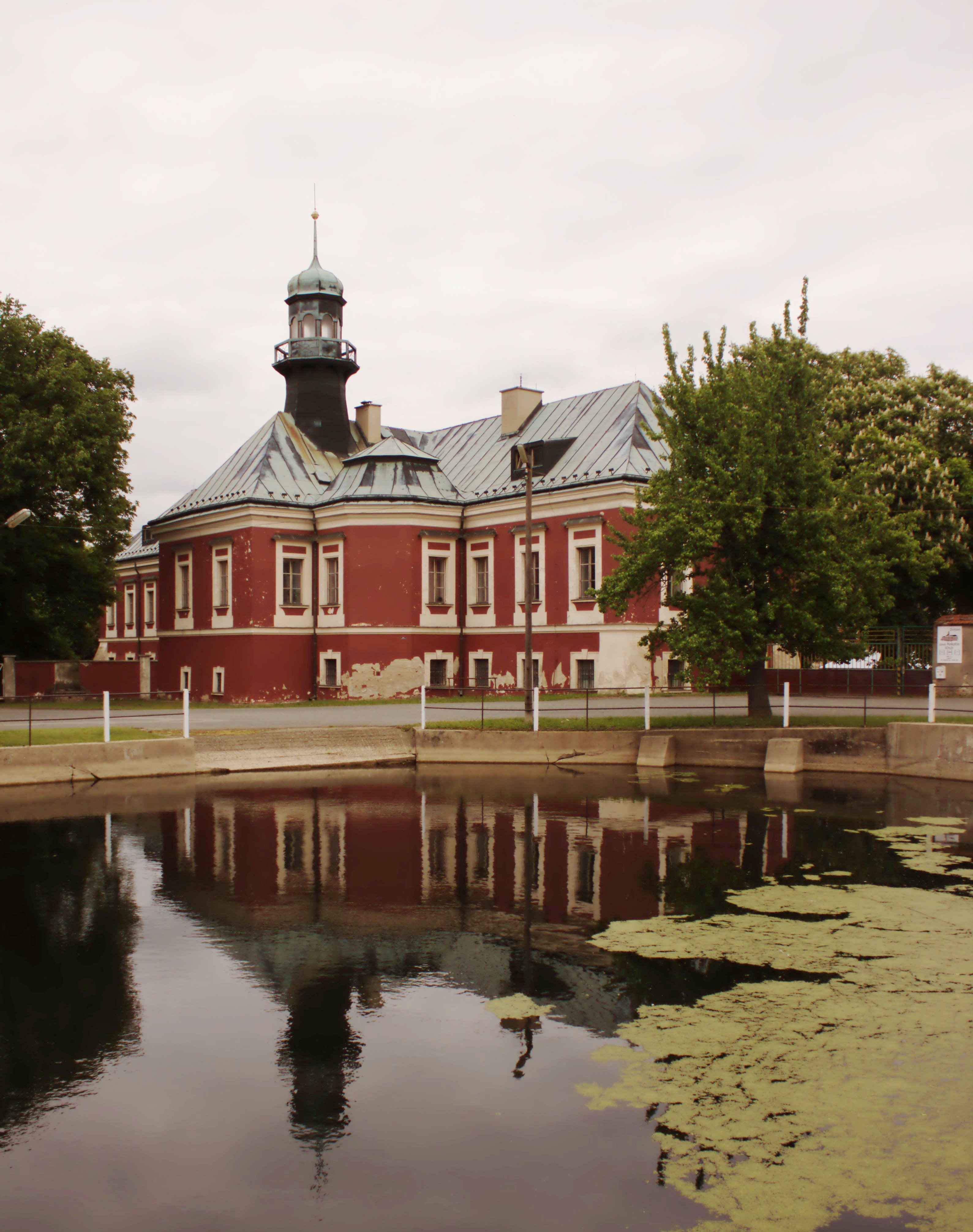
Zámek Kokořín na návsi

V obci Kokořín (přísl. Kokořínský Důl, 392 obyvatel, poštovní úřad, telegrafní úřad, četnická stanice) byly v roce 1932 evidovány tyto živnosti a obchody: lékař, 2 autodopravci, cihelna, holič, 4 hostince, 2 hotely (Pension, Pod hradem), 2 koláři, kovář, krejčí, mlýn, obchod s ovocem, 2 pekaři, restaurace U Grobiána, 2 řezníci, 4 obchody se smíšeným zbožím, 2 trafiky, velkostatek Špaček.
V obci Březinka (přísl. Truskavna, 205 obyvatel, samostatná obec se později stala součástí Kokořína) byly v roce 1932 evidovány tyto živnosti a obchody: hostinec, kovář, 2 obuvníci, 3 rolníci, obchod se smíšeným zbožím, Spořitelní a záložní spolek pro Březinku, trafika, 2 truhláři.
V obci Šemanovice (214 obyvatel, samostatná obec se později stala součástí Kokořína) byly v roce 1932 evidovány tyto živnosti a obchody: hostinec, kolář, kovář, krejčí, obuvník, pekař, řezník, 2 obchody se smíšeným zbožím, Spořitelní a záložní spolek pro Šemanovice, trafika.

## Pamětihodnosti
- Hrad Kokořín
- Výklenková kaplička
- Sousoší svatého Mikuláše Tolentinského na návsi
- Skalní reliéfy
- Skalní obydlí
- Východně od kokořínského zámku se nachází lokalita Staráky považovaná za skalní hrad

## Osobnosti
- Václav Bolemír Nebeský (1818–1882), poeta a filozof

## Doprava

### Dopravní síť
- Pozemní komunikace – Do obce vedou silnice III. třídy. Na silnici III/2733 se nachází na území obce Kokořínský tunel dlouhý 23,7 m, který byl postaven v roce 1937.
- Železnice – Železniční trať ani stanice na území obce nejsou.

### Veřejná doprava 2012
- Autobusová doprava – Na území obce měly zastávky autobusové linky do těchto cílů: Dobřeň, Liběchov, Mělník, Mšeno (dopravci ČSAD Střední Čechy a Kokořínský SOK).

## Turistika
- Cyklistika – Územím obce vedou cyklotrasy č. 0142 Lhotka u Mělníka – Kokořín – Ráj, č. 0009 Mšeno – Hlučov, č. 0010 Kokořín, Dolina – Kokořín, ves – Truskavenský důl – Želízy a č. 0011 Truskavenský důl – Dobřeň.
- Pěší turistika – Územím obce vede velké množství naučných stezek, značených i neznačených cest, např. to jsou turistické trasy: červená(Mělník – Lhotka – Kokořín, dolina – Ráj – Houska), červená (Kokořínský důl – Kočičina – Sedlec – Mšeno), zelená (Mšeno – Sedlec – Kokořín, dolina – Jestřebice – Vojtěchov – Mšeno), modrá (Mšeno – Pokličky), modrá (Kokořín, dolina – Kokořín – Truskavenský důl – Zimořský důl).